# AB Bay 68
Bei dem bayerischen AB Bay 68 handelt es sich um zweiachsige Abteilwagen für den Einsatz in Personenzügen. Er wurde als Wagen der Gattung B im Wagenstandsverzeichnis (WV) der Königlich Bayerischen Staatseisenbahnen vom 31. März 1913 (weitere Angaben siehe untenstehende Liste) geführt und ursprünglich von den Königlich privilegierten Bayerischen Ostbahnen (B.O.B.) als Wagen der Gattung A.B. beschafft.

## Geschichte
Für die Personenbeförderung auf den von ihr betriebenen Linien beschaffte die B.O.B. in den Jahren zwischen 1856 (erstes Geschäftsjahr) und 1875 (letztes Geschäftsjahr und Übernahme durch die K.B.E.) ca. 100 Wagen der Gattung A.B. bzw. A.B.br. Von diesen wurden 1876 noch insgesamt 91 Stück von der K.B.Sts.B übernommen und in ihren Wagenpark ebenfalls als Gattung AB eingereiht.

## Beschaffung
Als vierte Serie von Personenwagen der Gattung A.B. wurden in dem Jahre 1868 insgesamt fünf ungebremste Wagen beschafft. Der Stückpreis der Wagen lag bei 4.685 Gulden, Lieferant war die Firma Eisengießerei Klett & Comp.

## Verbleib
Im amtlichen Bestandsverzeichnis der K.B.Sts.B. von 1913 wurden alle fünf Wagen noch aufgeführt, dort allerdings unter der Gattung B. Die ursprüngliche Sitzaufteilung wurde beibehalten. Auf Grund ihres Alters und da im amtlichen Verzeichnis der Reichsbahn von 1930 keine Wagen des Typs B Bay 68 verzeichnet sind, ist davon auszugehen, dass sie bis zu diesem Termin ausgemustert waren.

## Konstruktive Merkmale

### Untergestell
Der Rahmen der Wagen war komplett aus Profileisen aufgebaut. Als Zugeinrichtung hatten die Wagen Schraubenkupplungen nach VDEV. Die Zugstange war durchgehend und mittig gefedert. Als Stoßeinrichtung besaßen die Wagen in der Lieferversion Stangenpuffer der B.O.B.-Bauart mit einer Einbaulänge von 555 mm und 360 mm für die Pufferteller.

### Laufwerk
Die Wagen hatten aus Blechen und Winkeln genietete Achshalter der kurzen, geraden Bauform. Gelagert waren die Achsen in Gleitachslagern. Die Räder hatten Speichenradkörper des bayerischen Typs 23 mit einem Durchmesser von 1024 mm. Die jeweils 1764 Millimeter langen Tragfedern hatten je sieben Blätter mit einem Querschnitt von 96 × 13 Millimeter. Alle Wagen der Lieferversion waren ohne Bremseinrichtungen. Beginnend mit dem Verzeichnis von 1897 wird dann für alle Wagen der Einbau von Leitungen für durchgehende Druckluftbremsen nachgewiesen.

### Wagenkasten
Der Rahmen des Wagenkastens bestand aus einem hölzernen Ständerwerk. Die Wände waren außen mit Blechen und innen mit Holz verkleidet. Die Blechstöße waren mit Holzleisten verkleidet. Die Stirnwände waren gerade, die Seitenwände ab der Höhe der Griffstangen für die Laufbretter leicht nach unten eingezogen. Das flache Tonnendach ragte nur geringfügig über die Seitenwände hinaus.

### Ausstattung
Insgesamt hatten die Wagen 4 Abteile. Die beiden mittig liegenden Abteile waren der Ersten Klasse, die beiden übrigen Abteile der Zweiten Klasse zugeordnet. Alle Abteile hatten gleichermaßen viersitzige, gepolsterte Sofas. Die der Ersten Klasse waren etwas höherwertig ausgestattet.
Beleuchtet wurden die Wagen in der Lieferversion mit Öl-Lampen. Ab dem Verzeichnis von 1897 wird für alle Wagen eine Gasbeleuchtung nachgewiesen. Die für das Leuchtgas benötigten zwei Gasbehälter zu je 360 ltr. Volumen waren in Längsrichtung unter dem Untergestell aufgehängt. Ebenfalls ab dem Verzeichnis von 1897 ist für alle Wagen eine Dampfheizung eingetragen. Zur Belüftung gab es Lamellenlüfter über den Abteiltüren.
Zwischen 1897 und 1913 wurden die Wagen unter Beibehaltung der Sitz- und Abteilungsaufteilung zu Wagen der Gattung B umgezeichnet. Zusätzlich erfolgte auch der Einbau von zwei Toiletten. Diese lagen jeweils seitlich zwischen zwei Abteilen, so dass sie von beiden Seiten her benutzt werden konnten. Durch den Einbau der Toiletten verringerte sich die Anzahl der Sitze um vier Stück.

## Skizzen, Musterblätter, Fotos

Ansicht zu Blatt 5 aus B.O.B. WV von 1872
Ansicht zu Blatt 17 aus B.O.B. WV von 1875
Ansicht zu Blatt 18 aus Bayer. WV von 1879
Ansicht zu Blatt 34 aus Bayer. WV von 1891
Ansicht zu Blatt 34 aus Bayer. WV von 1897
Ansicht zu Blatt 98 aus Bayer. WV von 1913

## Wagennummern
| Blatt-Nr. Herstelld.         | Blatt-Nr. Herstelld.         | Blatt-Nr. Herstelld.         | Gattungszeichen je Epoche Wagennummern je Epoche (mit Direktionsangaben) | Gattungszeichen je Epoche Wagennummern je Epoche (mit Direktionsangaben) | Gattungszeichen je Epoche Wagennummern je Epoche (mit Direktionsangaben) | Gattungszeichen je Epoche Wagennummern je Epoche (mit Direktionsangaben) | Gattungszeichen je Epoche Wagennummern je Epoche (mit Direktionsangaben) | Gattungszeichen je Epoche Wagennummern je Epoche (mit Direktionsangaben) | Gattungszeichen je Epoche Wagennummern je Epoche (mit Direktionsangaben) | Gattungszeichen je Epoche Wagennummern je Epoche (mit Direktionsangaben) | Gattungszeichen je Epoche Wagennummern je Epoche (mit Direktionsangaben) | Fahrwerk / Ausstattung / Zusatzinfos (siehe jeweilige Legende) | Fahrwerk / Ausstattung / Zusatzinfos (siehe jeweilige Legende) | Fahrwerk / Ausstattung / Zusatzinfos (siehe jeweilige Legende) | Fahrwerk / Ausstattung / Zusatzinfos (siehe jeweilige Legende) | Fahrwerk / Ausstattung / Zusatzinfos (siehe jeweilige Legende) | Fahrwerk / Ausstattung / Zusatzinfos (siehe jeweilige Legende) | Fahrwerk / Ausstattung / Zusatzinfos (siehe jeweilige Legende) | Fahrwerk / Ausstattung / Zusatzinfos (siehe jeweilige Legende) | Fahrwerk / Ausstattung / Zusatzinfos (siehe jeweilige Legende) | Fahrwerk / Ausstattung / Zusatzinfos (siehe jeweilige Legende) | Fahrwerk / Ausstattung / Zusatzinfos (siehe jeweilige Legende) |
| Bau- jahr                    | Her- steller                 | Anz.                         | B.O.B. bis 1872                                                          | B.O.B. ab 1872                                                           | KBE ab 1876                                                              | KBE ab 1884                                                              | KBE ab 1893                                                              | KBE ab 1894                                                              | KBE ab 1907                                                              | DR (ab 1923)                                                             | Ausge- mustert                                                           | Anz. Ach- sen                                                  | Brem- sen                                                      | Bl.                                                            | Hz.                                                            | Art u. Anz. Abteile (Sitze)                                    | Art u. Anz. Abteile (Sitze)                                    | Art u. Anz. Abteile (Sitze)                                    | Art u. Anz. Abteile (Sitze)                                    | Mil.                                                           | Mil.                                                           | Bemer- kung                                                    |
| Blatt-Nr. aus WV von Gattung | Blatt-Nr. aus WV von Gattung | Blatt-Nr. aus WV von Gattung | 5 1872 A.B.                                                              | 17 1875 A.B.                                                             | 18 1879 P.I./II.                                                         | 34 1891 P.I./II.                                                         | Plan 1893 A.B.                                                           | 34 1897 A.B.                                                             | 98 1913 B.                                                               | B Bay 68                                                                 |                                                                          |                                                                |                                                                |                                                                |                                                                | A                                                              | 1.                                                             | 2.                                                             | 3.                                                             | O                                                              | M                                                              | Radstand für alle Wagen 4.370 Millimeter                       |
| ---------------------------- | ---------------------------- | ---------------------------- | ------------------------------------------------------------------------ | ------------------------------------------------------------------------ | ------------------------------------------------------------------------ | ------------------------------------------------------------------------ | ------------------------------------------------------------------------ | ------------------------------------------------------------------------ | ------------------------------------------------------------------------ | ------------------------------------------------------------------------ | ------------------------------------------------------------------------ | -------------------------------------------------------------- | -------------------------------------------------------------- | -------------------------------------------------------------- | -------------------------------------------------------------- | -------------------------------------------------------------- | -------------------------------------------------------------- | -------------------------------------------------------------- | -------------------------------------------------------------- | -------------------------------------------------------------- | -------------------------------------------------------------- | -------------------------------------------------------------- |
| 1864                         | Klett                        | 5                            | 52                                                                       | 72                                                                       | 17 811                                                                   | 17 811                                                                   | 433                                                                      | 433                                                                      | 423                                                                      |                                                                          | <1930                                                                    | 2                                                              | (Ll)                                                           | Öl (G)                                                         | (D)                                                            | Öl (G)                                                         | 2 (16)                                                         | 2 (16)                                                         |                                                                | 32                                                             |                                                                |                                                                |
| 1864                         | Klett                        | 5                            | 53                                                                       | 73                                                                       | 17 812                                                                   | 17 812                                                                   | 434                                                                      | 434                                                                      | 434                                                                      |                                                                          | <1920                                                                    | 2                                                              | (Ll)                                                           | Öl (G)                                                         | (D)                                                            | Öl (G)                                                         | 2 (16)                                                         | 2 (16)                                                         |                                                                | 32                                                             |                                                                |                                                                |
| 1864                         | Klett                        | 5                            | 54                                                                       | 74                                                                       | 17 813                                                                   | 17 813                                                                   | 435                                                                      | 435                                                                      | 435                                                                      |                                                                          | <1920                                                                    | 2                                                              | (Ll)                                                           | Öl (G)                                                         | (D)                                                            | Öl (G)                                                         | 2 (16)                                                         | 2 (16)                                                         |                                                                | 32                                                             |                                                                |                                                                |
| 1864                         | Klett                        | 5                            | 55                                                                       | 75                                                                       | 17 814                                                                   | 17 814                                                                   | 436                                                                      | 436                                                                      | 436                                                                      |                                                                          | <1920                                                                    | 2                                                              | (Ll)                                                           | Öl (G)                                                         | (D)                                                            | Öl (G)                                                         | 2 (16)                                                         | 2 (16)                                                         |                                                                | 32                                                             |                                                                |                                                                |
| 1864                         | Klett                        | 5                            | 56                                                                       | 76                                                                       | 17 815                                                                   | 17 815                                                                   | 437                                                                      | 437                                                                      | 437                                                                      |                                                                          | <1930                                                                    | 2                                                              | (Ll)                                                           | Öl (G)                                                         | (D)                                                            | Öl (G)                                                         | 2 (16)                                                         | 2 (16)                                                         |                                                                | 32                                                             |                                                                |                                                                |